# Lisa Willis
Lisa Willis (* 13. Juni 1984 in Long Beach, Kalifornien, Vereinigten Staaten) ist eine ehemalige professionelle Basketball-Spielerin. Zuletzt spielte sie in der Saison 2009 für die Sacramento Monarchs in der Women’s National Basketball Association und im Anschluss für das litauische Team TTT Rīga.

## Karriere

### College
Lisa Willis spielte bis 2006 für die UCLA Bruins, das Damen-Basketballteam der University of California, Los Angeles.

### Women’s National Basketball Association
Lisa Willis wurde im WNBA Draft 2006 von den Los Angeles Sparks an der fünften Stelle ausgewählt. Willis beendete die Saison 2006 mit einem Schnitt von 4,6 Punkten in 13,3 Minuten pro Spiel. In der Saison 2007 bestritt sie acht Spiele für die Sparks, danach wurde sie zu den New York Liberty transferiert. In den acht Spielen für die Sparks spielte Willis durchschnittlich 9,6 Minuten pro Spiel, in dieser Zeit erzielte sie 2,3 Punkte. Nach dem Wechsel zu den Liberty verbesserten sich ihre Spielzeit auf 9,8 Minuten und ihr Punkteschnitt auf 3,8 Punkte pro Spiel. In der Spielzeit 2008 stand sie in allen 34 Saisonspielen für das Team aus New York auf dem Platz. Dabei stand sie erstmals für zwei Spiele in der Startformation eines WNBA-Teams. Sie steigerte auch in dieser Saison die durchschnittliche Einsatzzeit und den Punkteschnitt. Im Jahr 2009 stand sie bei dem Team der Sacramento Monarchs unter Vertrag. Dort kam sie nur in zwei Partien zu Kurzeinsätzen. Diese waren ihrer vorerst letzten Einsätze in der WNBA.

### Europa
Für einige Jahre war sie auch für Vereine in Europa aktiv.